# Нижник Василь Єрмолайович
Василь Єрмолайович Нижник (1903, село Вільня Київської губернії, тепер Коростишівського району Житомирської області — 12 квітня 1977, місто Київ) — український радянський партійний діяч, 2-й секретар Вінницького обкому КП(б)У, секретар Президії Верховної Ради Української РСР. Депутат Верховної Ради УРСР 2—4-го скликань.

## Біографія
Народився в селянській родині. Після навчання, з 1923 року працював учителем історії Ружинської семирічної школи Бердичівського округу, інспектором Ружинського районного виконавчого комітету.
Член ВКП(б) з 1927 року.
З 1929 року працював директором семирічної школи, завідувачем Плисківського районного відділу народної освіти Вінницької області.
У 1935—1938 р. — завідувач відділу пропаганди і агітації Плисківського районного комітету КП(б)У Вінницької області. У 1938—1940 р. — інструктор, заступник завідувача відділу пропаганди і агітації Вінницького обласного комітету КП(б)У.
У січні 1940 — липні 1941року — секретар Вінницького обласного комітету КП(б)У з пропаганди.
Учасник німецько-радянської війни. У 1941—1942 р. — інструктор, уповноважений ЦК КП(б)У; комісар польового будівництва, начальник політичного відділу армійського військово-будівельного управління 5-ї саперної армії.
У листопаді 1942—1943 р. — в Українському штабі партизанського руху. У 1943 — секретар Вінницького підпільного обкому Компартії України. У 1943—1944 р. — комісар партизанської кавалерійської бригади імені Леніна у Вінницькій області.
У квітні 1944 — серпні 1945 року — секретар Вінницького обласного комітету КП(б)У з пропаганди та агітації.
У серпні 1945 — квітні 1947 року — 2-й секретар Вінницького обласного комітету Компартії України.
6 березня 1947 — 29 березня 1955 р. — секретар Президії Верховної Ради Української РСР.
У 1955—1972 роках — завідувач відділу з питань адміністративно-територіального поділу Президії Верховної Ради Української РСР.
З 1972 року — персональний пенсіонер союзного значення у Києві. Член Комісії у справах колишніх партизанів Великої вітчизняної війни 1941—1945 років при Президії Верховної Ради Української РСР.

## Звання
- старший політрук

## Нагороди
- два ордени Трудового Червоного Прапора
- орден Богдана Хмельницького 1-го ст. (7.08.1944)
- орден Червоної Зірки (5.01.1944)
- орден «Знак Пошани» (1942)
- медаль «За трудову доблесть» (21.02.1942)
- медаль «За перемогу над Німеччиною у Великій Вітчизняній війні 1941—1945 рр.» (1945)
- медалі
- Почесна грамота Президії Верховної Ради Української РСР (.12.1963)